# Michael Gspurning
Michael Gspurning (Graz, 24 mei 1981) is een Oostenrijks voetballer die dienstdoet als doelman. Hij tekende in juli 2015 een contract tot medio 2016 bij FC Schalke 04, waar hij in het voorgaande halfjaar uitkwam in het tweede elftal.